# Heppignies
Heppignies is een dorp in de Belgische provincie Henegouwen, en een deelgemeente van de Waalse stad Fleurus.
Heppignies was een zelfstandige gemeente, tot die bij de gemeentelijke herindeling van 1977 toegevoegd werd aan de gemeente Fleurus.
Het nabijgelegen knooppunt Heppignies is naar de plaats genoemd.

## Demografische ontwikkeling
- Bronnen:NIS, Opm:1831 tot en met 1970=volkstellingen, 1976= inwoneraantal op 31 december

## Externe links

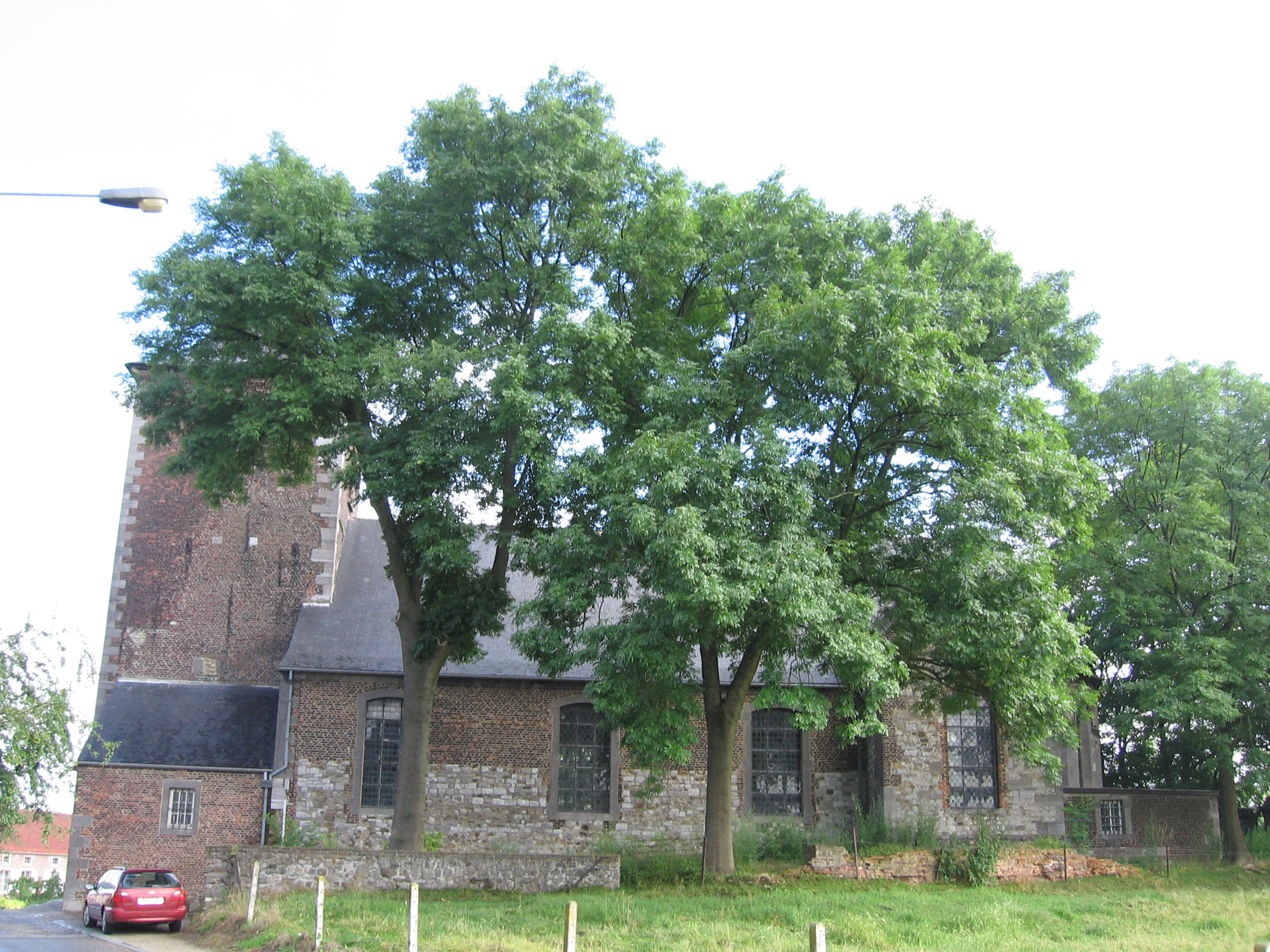
Kerk van St Barthélemy

## Bezienswaardigheden
- De Église Saint-Barthélemy